# Palacio Madrid

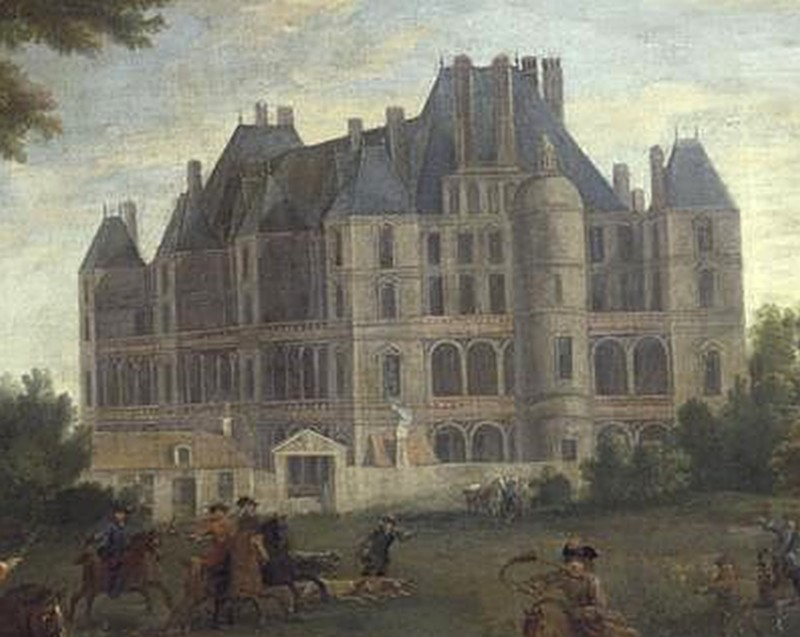
El castillo de Madrid hacia 1720.

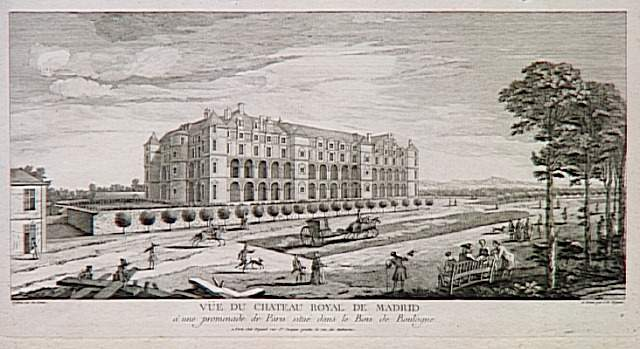
El castillo de Madrid. Grabado de Jacques Rigaud.

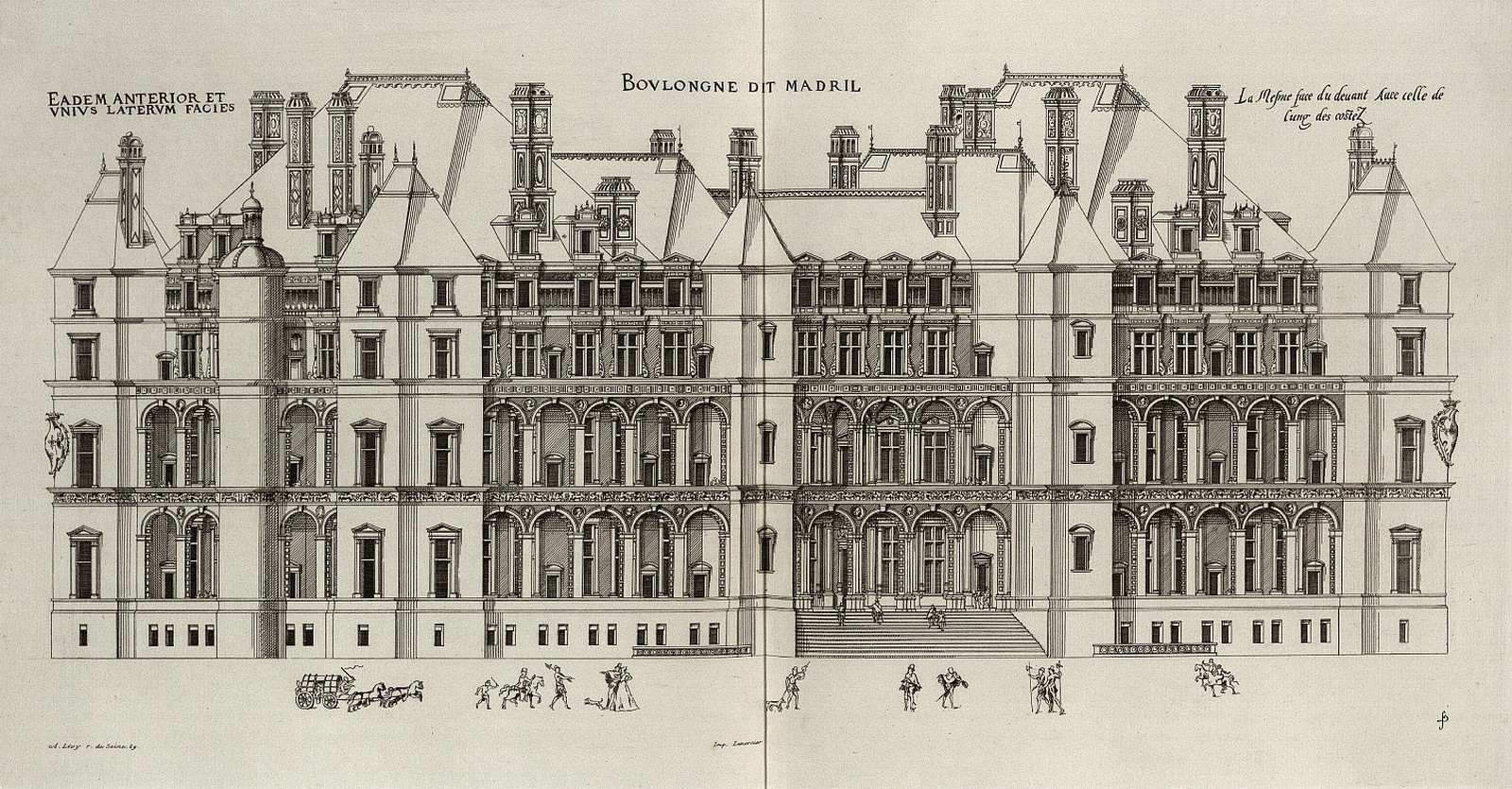
El castillo, según Androuet du Cerceau.

El palacio de Madrid (Château de Madrid, en francés), originariamente llamado de Boulogne, fue construido en 1527 en el Bois de Boulogne a instancias de Francisco I y completado por Enrique II hacia 1552. Se encontraba en la comuna actual de Neuilly-sur-Seine, aproximadamente en torno a la esquina del boulevard du Commandant Charcot (n.º 31) y del boulevard Richard Wallace, correspondiente actualmente a la puerta de Madrid, mientras que los jardines se extendían hasta la rue du Bois de Boulogne.

## Descripción e historia
La construcción del castillo fue ordenada en 1527 por Francisco I, el cual había sido capturado en la batalla de Pavía, en 1525, y mantenido en Madrid durante algunos meses como prisionero. A su regreso a Francia, en 1526, encontró el Louvre poco confortable y deseó un nuevo palacio.
Los trabajos fueron dirigidos por el florentino Girolamo della Robbia y los tureneses Pierre Gadier y Gatien François. Se cree que Francisco I tomó parte personalmente en el diseño de esta importante obra maestra del Renacimiento francés. A partir de 1548, el arquitecto Philibert Delorme asumirá su finalización.
El proyecto se inspiró probablemente en el palacio de los Vargas de la Casa de Campo, una villa recreativa madrileña donde es posible que Francisco I fuera confinado durante su cautiverio, al menos mientras duraron las obras de reparación de las dependencias que tenía asignadas en el Real Alcázar de Madrid. La citada residencia fue levantada en 1519, a partir de modelos italianos, como los presentes en la villa de Boffalora, construida cerca de Busseto, en Italia, por el taller de Cristoforo Solari a principios del siglo XVI.
Los dos edificios tenían en común el estar construidos en el borde de un bosque, cerca de una gran ciudad e incluir un largo cuerpo central, flanqueado por grandes pabellones cúbicos y rodeado por loggias en dos plantas.
Aunque a primera vista el topónimo del castillo parece provenir del palacio madrileño, el nombre de Madrid podría tener otros orígenes, como apuntan, entre otros, el historiador Henri Sauval. Los cortesanos, ante las frecuentes y discretas visitas del rey Francisco I al castillo de Boulogne, construido justo tras su vuelta del cautiverio en Madrid, comenzaron a tomar la costumbre de responder irónicamente ante la ausencia del monarca que él estaba en Madrid. De este modo, el castillo de Boulogne acabó tomando el nombre de Madrid, como de hecho indica Androuet du Cerceau en sus elevaciones: «Boulongne dit Madril» [sic] (en español, «Boulogne llamado Madrid»).
A esta tendencia general se añaden las influencias italianas, con la disposición en H de la parte central, y francesas, con la estructura de pabellones rematados por torres y la distribución interior, sobre la base de ejemplos de Chenonceau y Chambord, retomada más tarde en La Muette y Challeau.
La celebridad del castillo se debe también, en gran parte, a la rica decoración con mayólicas en altorrelieve, con la cual Della Robbia había recubierto casi la totalidad de la fachada (y como resultado de lo cual fue también conocido como «Château de Faïence»), así como a la suntuosidad de la decoración interior.
En 1666, Jean Hindret fundó la manufactura del Castillo de Madrid para tejer medias de seda.
El castillo fue abandonado por los Borbones durante los siglos XVII y XVIII, adquiriendo un estado ruinoso en vísperas de la Revolución. En 1787, una sentencia del Consejo (arrêt du Conseil) firmada por Luis XVI ordenó su venta con vista a ser demolido, junto con varios otros dominios, incluido el pabellón de la Muette, el castillo de Vincennes y el de Blois. El Castillo de Madrid fue concedido el 27 de marzo de 1792 a una sociedad contratista de demolición que pagaría en assignats. Actualmente no se conserva más que un gran capitel de piedra y tres fragmentos de loza conservados en los museos de Sevres y Écouen.

## Detalles interiores

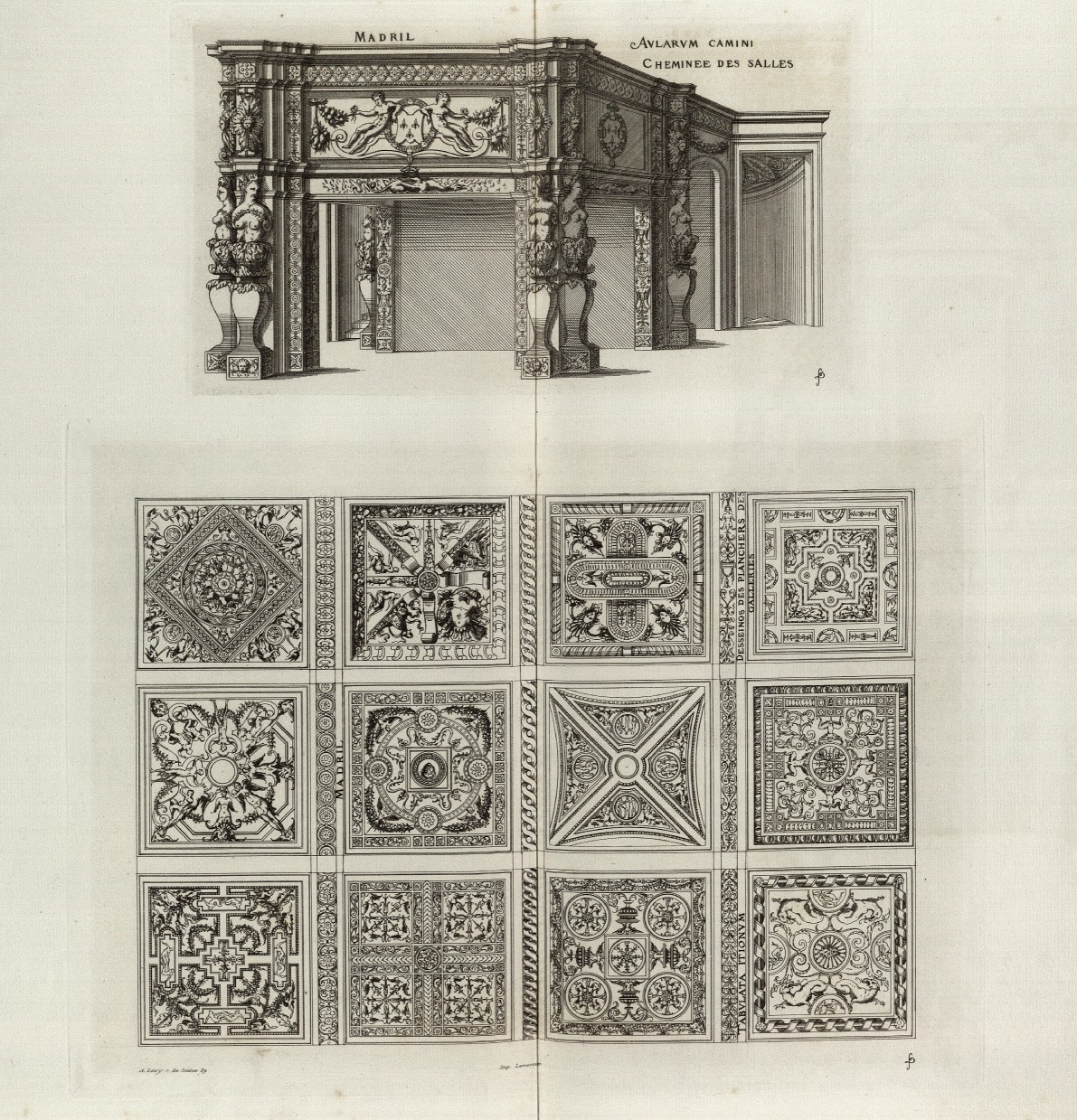
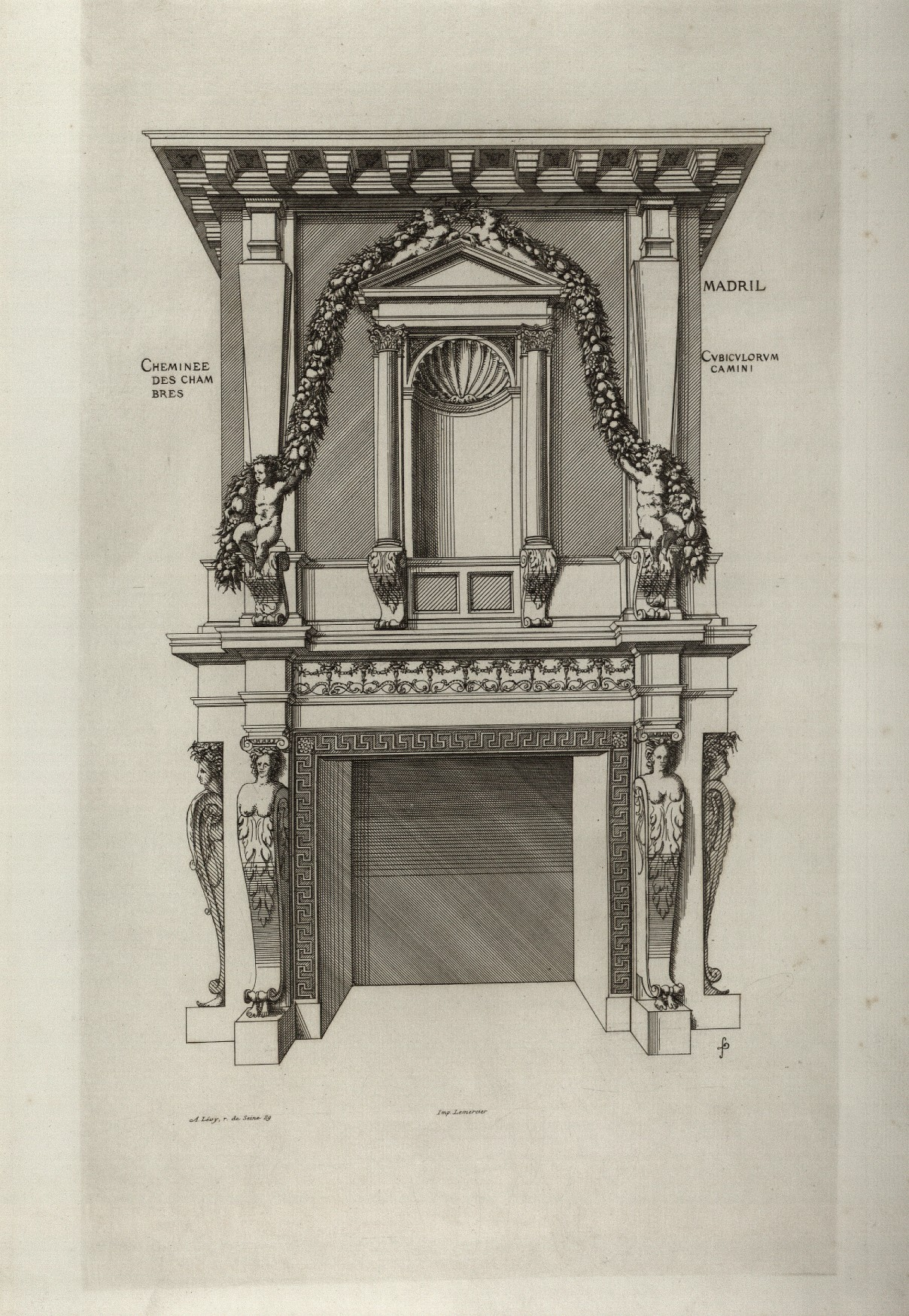
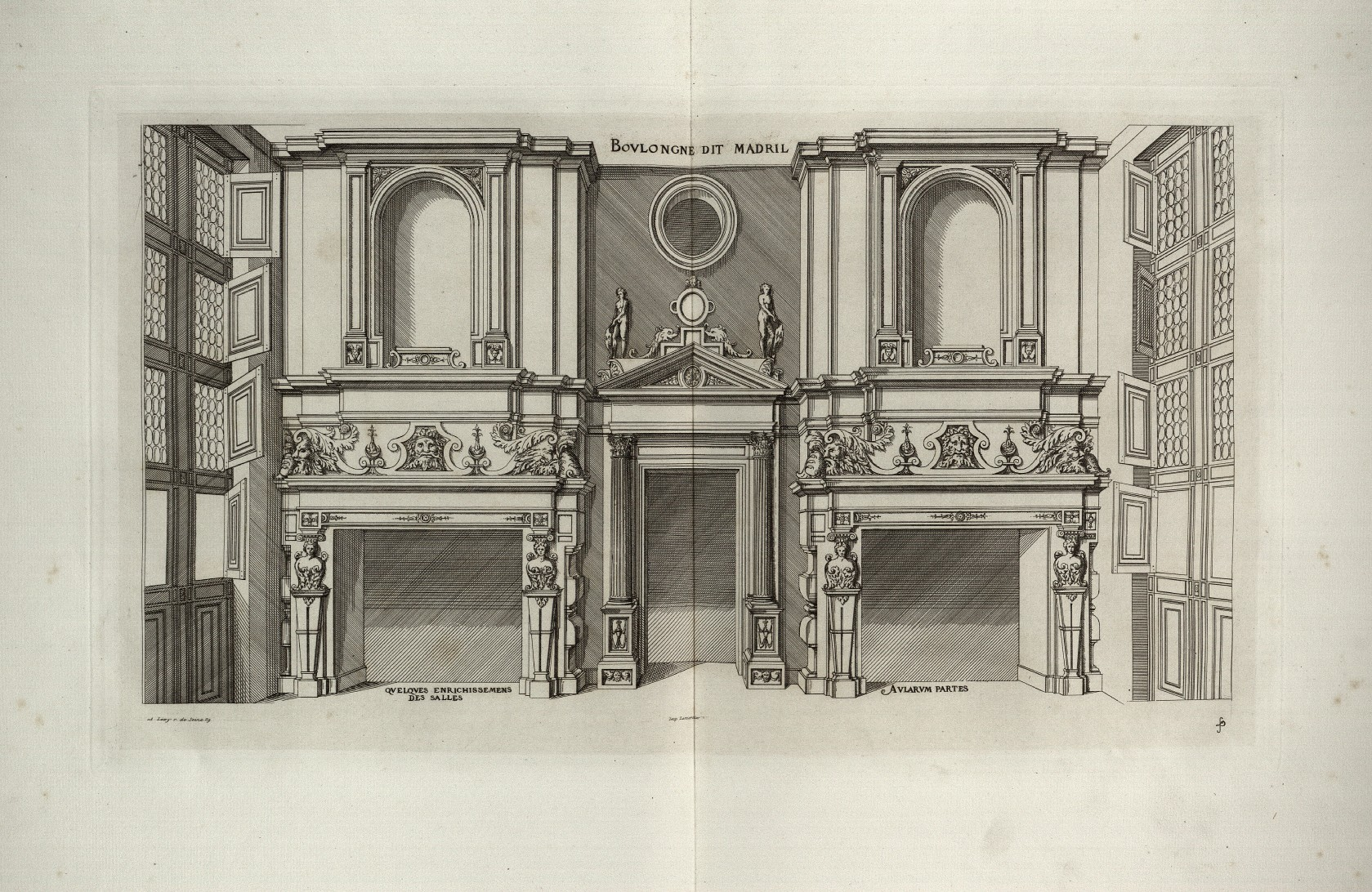
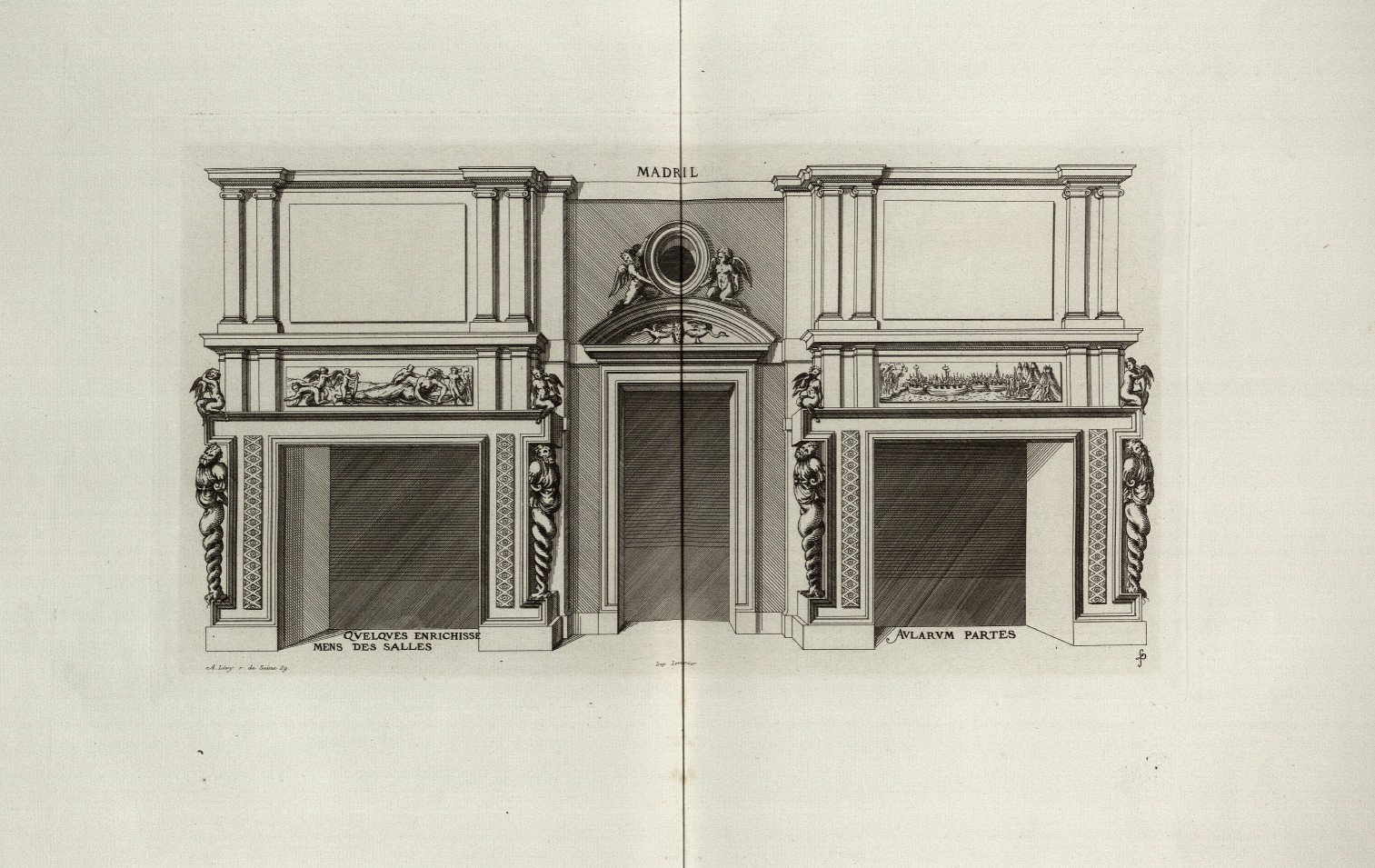